# Oukout Madiop
Oukout est un village du Sénégal situé en Basse-Casamance. Il fait partie de la communauté rurale d'Oukout, dans l'arrondissement de Loudia Ouoloff, le département d'Oussouye et la région de Ziguinchor.
Lors du dernier recensement (2002), la localité comptait 624 habitants et 87 ménages.